# De grønne slagtere
The Green Butchers (do original De grønne slagtere) é um filme dinamarquês de 2003, estrelado por Mads Mikkelsen. É uma comédia negra de dois empregados de um açougue, Svend "Sweat" e Bjarne, decidem abrir o seu próprio para ficar longe da arrogância de seu chefe. O canibalismo é logo introduzido no enredo, e outras complicações surgem devido ao reaparecimento do retardo mental de Bjarne, irmão gêmeo de Eigil.
Carne Fresca, Procura-se apresenta o grande astro dinamarquês, Mads Mikkelsen, antes de sua fama em Hollywood. Nesta produção, que foi anterior às suas atuações em Cassino Royale (2006), A Caça (2012), Hannibal (2013) e Doutor Estranho (2016), Mikkelsen é Svend, um personagem sombrio e obscuro que está disposto a fazer qualquer coisa para ganhar um pouco de respeito.